# Sigefroi
Sigefroi est un prénom masculin. Il peut faire référence à:
- Sigefroi de Bellême, évêque du Mans de 987 à 1004 environ
- Sigefroi (évêque de Séez), prélat du début du XIe siècle
- Sigefroi Ier de Mayence (décédé en 1084), archevêque de Mayence
- Le comte Sigefroi, le mari de Berthe de Blangy (aussi connue comme Sainte Berthe, décédée vers 725)

- Pour l'ensemble des articles sur les personnes portant ce prénom, consulter :
  - la liste des articles dont le titre commence par ce prénom
  - les listes produites par Wikidata : Liste des personnes de prénom « Sigefroi » — même liste en incluant les éventuels prénoms composés qui contiennent « Sigefroi ».